# Boku no Tsuma wa Kanjō ga nai
Boku no Tsuma wa Kanjō ga nai (jap. 僕の妻は感情がない) ist eine Mangaserie von Mangaka Jirō Sugiura, die seit 2019 in Japan erscheint. 2024 kam eine Umsetzung als Anime-Fernsehserie heraus, die international als My Wife Has No Emotion veröffentlicht wurde. 

## Inhalt
Als alleinstehender junger Angestellter ist Takuma Kosugi oft einsam. Er hat sich daher kurzerhand einen Haushaltsroboter in Gestalt einer jungen Frau bestellt. Mina, wie sie von ihm genannt wird, kümmert sich nun um den Haushalt und ist dabei so liebevoll, dass Takuma schnell das Gefühl hat, sich in sie zu verlieben. Mina ist nur gern gewillt und ohnehin so geschaffen, alles zu tun, was ihr Meister möchte. Takuma fühlt sich dabei aber unwohl und bittet sie immer auch um ihre eigene Meinung oder Einwilligung. So lernt Mina ein bisschen mehr, sich wie ein Mensch zu verhalten. Und dennoch oder gerade daher willigt sie gern ein, seine Frau zu spielen, was Takuma zunächst nur im Spaß sagte. Nach und nach verbringen sie immer mehr Zeit miteinander und Mina kümmert sich nicht nur um den Haushalt. Gegenüber Kollegen und Familie spricht Takuma zunächst noch von einem Haushaltsroboter, muss sich aber bald korrigieren, denn er will Mina nicht Unrecht tun. 

## Veröffentlichungen
Der Manga erscheint seit August 2019 im Magazin Comic Flapper bei Media Factory. Der Verlag brachte die Kapitel auch gesammelt in bisher acht Bänden heraus und wurden online bei Comic Walker veröffentlicht. Bei Seven Seas Entertainment erscheint eine englische Übersetzung und bei Ching Win Publishing in Taiwan eine chinesische. Im Februar 2024 wurde eine Adaption als Anime angekündigt.
Der Anime entstand bei Tezuka Productions entstand unter der Regie von Fumihiro Yoshimura. Das Drehbuch schrieb Mitsutaka Hirota. Das Charakterdesign wurde von Zenjirō Ukulele entworfen und die künstlerische Leitung lag bei Jirō Kōno, während Yoshie Itō für die Kameraführung verantwortlich war. Die Tonarbeiten leitete Takumi Itō. Die zwölf Folgen zu je 23 Minuten wurden vom 2. Juli bis zum 17. September 2024 von den Sendern MBS, AT-X, Tokyo MX, BS Asahi und CBC in Japan gezeigt. Parallel dazu wurde der Anime von Crunchyroll international per Streaming veröffentlicht, unter anderem mit deutschen, englischen, spanischen und französischen Untertiteln. 

### Synchronisation
| Rolle          | japanischer Stimme (Seiyū) |
| -------------- | -------------------------- |
| Takuma Kosugi  | Toshiyuki Toyonaga         |
| Mina           | Konomi Inagaki             |
| Rihito Saionji | Risae Matsuda              |
| Ōtani          | Shūichirō Umeda            |
| Akari Kosugi   | Yoshino Aoyama             |
| Super Mina     | Yū Serizawa                |
| Mamoru         | Yūki Wakai                 |

### Musik
Die Musik der Serie komponierten Hanae Nakamura, Kanade Sakuma, Miki Sakurai und Natsumi Tabuchi. Das Vorspannlied ist Okaerinasai von Sora Tokino und für den Abspann verwendete man das Lied Wave von Miisha Shimizu.